# Johanna Sinisalo
Johanna Sinisalo (ur. 1958) – fińska pisarka, krytyk, redaktor antologii i scenarzystka programów i seriali telewizyjnych, kreskówek i filmów oraz słuchowisk, autorka powieści science fiction i fantasy.
Napisała ponad 40 opowiadań i kilka powieści. Ich gatunek sama pisarka określa mianem "Finnish weird".

## Życiorys
Sinisalo studiowała komparatystykę i sztuki dramatyczne na uniwersytecie w Tampere. Przez 15 lat pracowała w reklamie, nim w 1997 zajęła się wyłącznie pisarstwem. Jako autorka zadebiutowała opowiadaniami w późnych latach 80. Zyskała dzięki nim popularność i zdobyła sześciokrotnie fińską nagrodę literacką w dziedzinie fantastyki, "Atorox Prize".
Za swoją debiutancką powieść Ennen päivänlaskua ei voi (Nie przed zachodem słońca) otrzymała nagrodę "Finlandia", najważniejsze wyróżnienie literackie przyznawane w Finlandii. Powieść stała się bestsellerem także za granicą; została przełożona na kilkanaście języków, w tym angielski, czeski, francuski, japoński, łotewski, polski i szwedzki. Jej angielskie wydanie otrzymało Nagrodę Jamesa Tiptree Jr. w 2004.

## Twórczość

### Powieści
- Nie przed zachodem słońca (Ennen päivänlaskua ei voi, 2000; wyd. polskie Słowo/obraz terytoria 2005, tłum. Sebastian Musielak)
- Sankarit (Tammi, 2003)
- Kädettömät kuninkaat ja muita häiritseviä tarinoita (Teos 2005, zbiór opowiadań)
- Lasisilmä (Teos 2006)
- Linnunaivot (Teos 2008)
- Möbiuksen maa (Teos 2010, powieść dla dzieci)
- Krew aniołów(inne języki) (Enkelten verta (2011; wyd. polskie Wydawnictwo W.A.B. - Grupa Wydawnicza Foksal, 2015, tłum. Sebastian Musielak)
- Auringon ydin (Teos 2013)

### Opowiadania (opublikowane po polsku)
- Do pracy potrzebna doświadczona dziewica (Czas Kultury 5/2005, tłum. Sebastian Musielak)
- Baby Doll (w antologii Kroki w nieznane 9, 2007, tłum. Sebastian Musielak)